# Plator pennatus
Plator pennatus là một loài nhện trong họ Trochanteriidae. Loài này phân bố ở Trung Quốc.